# Nancy Wilson (musicista)
Nancy Lamoureaux Wilson (San Francisco, 16 marzo 1954) è una chitarrista, polistrumentista e compositrice statunitense, celebre come cofondatrice assieme alla sorella, del gruppo rock Heart.

## Biografia

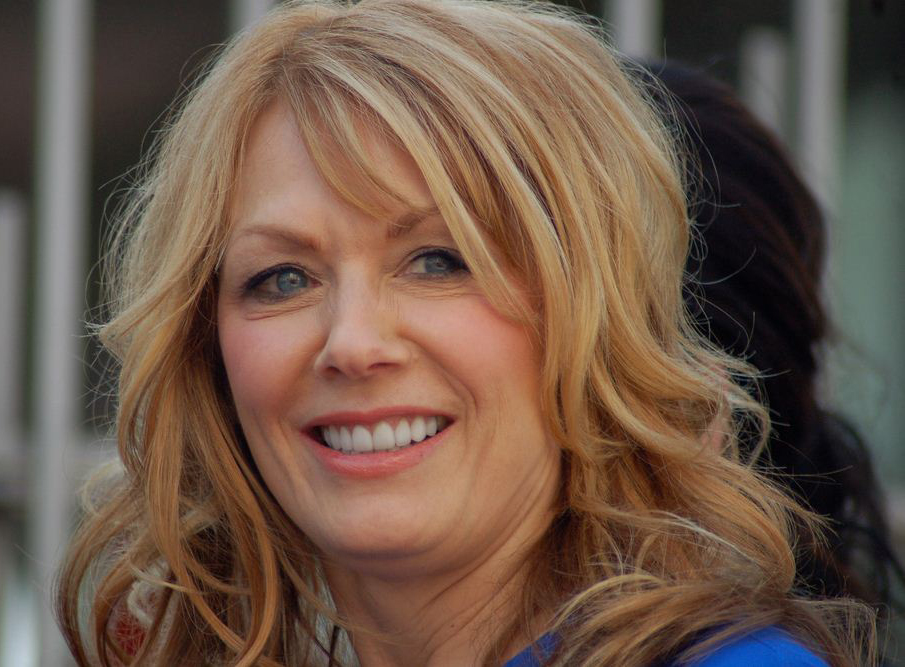
Nancy Wilson nel 2012

Con la sorella maggiore Ann, Nancy Wilson ha fondato negli anni settanta il gruppo rock Heart, di cui Nancy, inizialmente tastierista e chitarrista acustica solo occasionale, si è ritagliata nel corso della carriera uno spazio maggiore, diventando la chitarrista elettrica e la cantante principale in alcune canzoni (come in These Dreams, Stranded, There's The Girl e Will You Be There (In The Morning)). Il gruppo assurge al successo nel 1976, con l'uscita dell'album d'esordio Dreamboat Annie, in particolare con il singolo campione di vendite Crazy On You. A partire dagli anni 2010 diventa la principale chitarrista della band.
Nel 1999 la Wilson ha pubblicato il suo unico album solista dal vivo, intitolato Live at McCabe's Guitar Shop. Ha inoltre composto le colonne sonore di molti dei film del marito Cameron Crowe, tra cui Quasi famosi, Vanilla Sky ed Elizabethtown. È apparsa anche in piccoli ruoli nei film The Wild Life e Fuori di testa, entrambi sceneggiati da Crowe.

## Vita privata
Nel 1986 ha sposato il giornalista musicale e regista Cameron Crowe, dal quale ha avuto due gemelli nel 2000. La coppia ha divorziato nel 2010.

## Filmografia parziale

### Colonne sonore
- Jerry Maguire, regia di Cameron Crowe (1996)
- Quasi famosi (Almost Famous), regia di Cameron Crowe (2000)
- Vanilla Sky, regia di Cameron Crowe (2001)
- Elizabethtown, regia di Cameron Crowe (2005)

## Discografia parziale

### Discografia con gli Heart

#### Album in studio
- 1975 - Dreamboat Annie
- 1977 - Little Queen
- 1977 - Magazine
- 1978 - Dog & Butterfly
- 1980 - Bébé le Strange
- 1982 - Private Audition
- 1983 - Passionworks
- 1985 - Heart
- 1987 - Bad Animals
- 1990 - Brigade
- 1993 - Desire Walks On
- 2004 - Jupiters Darling
- 2010 - Red Velvet Car
- 2012 - Fanatic
- 2016 - Beautiful Broken

#### Album dal vivo
- 1980 - Greatest Hits Live
- 1991 - Rock the House! Live
- 1995 - The Road Home
- 2003 - Alive in Seattle
- 2007 - Dreamboat Annie Live

#### Raccolte
- 1997 - These Dreams: Heart's Greatest Hits
- 1998 - Greatest Hits
- 2000 - Greatest Hits: 1985-1995
- 2001 - Heart Presents a Lovemongers' Christmas
- 2001 - Ballads: The Greatest Hits
- 2002 - The Essential Heart
- 2006 - Love Songs
- 2008 - Playlist: The Very Best of Heart

### Discografia solista

#### Album in studio
- 2009 - Baby Guitars
- 2016 - Undercover Guitar con Julie Bergman
- 2021 - You and Me

#### Con i Roadcase Royale
- 2017 - First Things First

#### Colonne sonore
- 2001 - Vanilla Sky Original Score con AA.VV.
- 2005 - Elizabethtown - Music from the Motion Picture con AA.VV. tra cui Ryan Adams, Tom Petty e Elton John

#### Album dal vivo
- 1999 - Live at McCabes Guitar Shop

#### Singoli
- 1989 - All For Love